# Bitwa pod górą Garganus
Bitwa pod górą Garganus – starcie zbrojne, które miało miejsce w roku 72 p.n.e. w trakcie Powstania Spartakusa.
Po sukcesach w walkach z Rzymianami w pierwszym roku powstania, wiosną roku 72 p.n.e. w armii powstańczej doszło do podziału wśród dowódców. Podczas gdy Spartakus zamierzał obrać kurs na tereny Galii Przedalpejskiej, Kriksos na czele 30 000 ludzi, w większości Germanów i Italików, odłączył się od sił głównych, zamierzając podjąć walkę mającą na celu wyzwolenie wszystkich niewolników w Rzymie. Tymczasem Rzym wystawił do walki z powstańcami dwie armie konsularne dowodzone przez Lucjusza Gelliusza oraz Gnejusza Korneliusza Lentulusa w sile około 45 000 doborowych żołnierzy. W pościg za Kriksosem udały się wojska konsula Gelliusza. Do bitwy z armią powstańczą Kriksosa doszło w pobliżu góry Garganus w Apulii. W krwawej bitwie zginął Kriksos oraz 20 000 jego ludzi. Nadciągający z pomocą Spartakus zdążył jeszcze pobić i rozproszyć wojska Gelliusza. Po bitwie Spartakus uroczyście pochował Kriksosa, zaś 300 wziętych do niewoli Rzymian musiało walczyć o życie w bratobójczych pojedynkach. Następnie armia powstańcza ruszyła w kierunku Rzymu.

## Literatura
- Bernard Nowaczyk: Powstanie Spartakusa 73–71 p.n.e., wyd. Bellona, Warszawa 2008.